# Macrocentrus rhyacioniae
Macrocentrus rhyacioniae är en stekelart som beskrevs av Watanabe 1970. Macrocentrus rhyacioniae ingår i släktet Macrocentrus och familjen bracksteklar. Inga underarter finns listade i Catalogue of Life.